# الحزب الاشتراكي اليمني
الحزب الاشتراكي اليمني هو أحد الأحزاب السياسية في اليمن، وهو حزب ذو عقيدة ديمقراطية اجتماعية شارك في حرب تحرير اليمن الجنوبي ضد الاحتلال البريطاني حيث تولّى الحكم بعد أن استقل اليمن الجنوبي كدولة مستقلة عاصمتها عدن. وبقي الحزب الاشتراكي في الحكم لغاية الاتفاق على مشروع الوحدة مع اليمن الشمالي عام 1990، وبسبب طبيعة اليمن القبلية والانتماء الديني فقد الحزب الاشتراكي ذو الإيديولوجية الشيوعية الكثير من شعبيته وكوادره خصوصاً بعد حرب عام 1994 التي أيدها الحزب بقيادة الرئيس السابق علي سالم البيض.
بعد إعلان الوحدة اتخذ الحزب عددًا من الإجراءات الإصلاحية حيث عقد عددًا من المؤتمرات لتنظيم وضعه بعد الضربات السياسية التي تلقاها جراء تأييده فك الارتباط والاستقلال فاتفق مع قيادات البرلمان اليمني الموحد على مراجعة بعض معتقداته الخاصة بالدين وحق القوميات وإدانته للحرب مستندًا لمقررات المؤتمر العشرين للأحزاب الشيوعية وبهذا أصبح قريبًا للأحزب الاشتراكية منها للشيوعية إلا أن حادث مقتل أمينه العام المساعد جار الله عمر في 28 ديسمبر 2002. دخل الحزب في مرحلة من التخبط بعد انفراج نسبي بعد اتخاذه الإجراءات الإصلاحية. دخل حزبا الإصلاح والاشتراكي، رغم خلافاتهم الأيديولوجية العميقة، في تحالف مشترك، وانضم إليهما الحزب الوحدوي الشعبي الناصري وحزب الحق ليشكّلوا معًا ما يُعرف تكتل اللقاء المشترك، وهي جبهة موحدة للمعارضة في مواجهة حزب المؤتمر الشعبي العام الحاكم.

## العملية السياسية
- حكم جنوب الوطن (جمهورية اليمن الديمقراطية الشعبية سابقاً) منفرداً من 1978 حتى مايو 1990).
- تقاسم السلطة مع المؤتمر الشعبي العام منذ تاريخ تحقيق الوحدة 22 مايو 1990 وحتى 27 أبريل 1993.
- شارك في حكومة ائتلاف ثلاثية مع المؤتمر الشعبي العام والتجمع اليمني للإصلاح من مايو 1993 وحتى 7 يوليو 1994.
- خرج من السلطة وتحول إلى المعارضة بعد قيام قيادية السابقة بعملية الانفصال في العام 1994.
- شارك في الانتخابات النيابية الأولى 27 أبريل 1993 وحصل على 56 مقعد في مجلس النواب الذي إجمالي مقاعده (301) وبنسبة 26%.
- لم يشارك في الانتخابات النيابية الثانية 27 أبريل 1997 وأعلن مقاطعته لهذه الانتخابات.
- قاطع الانتخابات الرئاسية في 23 سبتمبر 1999.
- شارك في الانتخابات النيابية الثالثة 27 أبريل 2003 وحصل على 7 مقاعد في البرلمان وبنسبة 2.33%.
- أحد أحزاب اللقاء المشترك ودعم في الانتخابات الرئاسية 2006 مرشح اللقاء المشترك فيصل بن شملان.
- شارك في الانتخابات المحلية 2006 وحصل في المجالس المحلية للمحافظات على 10 مقاعد بنسبة 2.35 % وفي عضوية المجالس المحلية للمديريات حصل على 171 مقعدا بنسبة 2.48%.[1]

## وصلات خارجية
- أرملة جار الله عمر تطالب بكشف الجناة الحقيقيين لاغتيال زوجها..
- رؤية الحزب الاشتراكي اليمني حول مشروع قانون الصحافة..